# Reddition du général Burgoyne
La Reddition du général Burgoyne est une peinture à l'huile de John Trumbull. 
Le tableau fut achevé en 1821 et est accroché dans la rotonde du Capitole des États-Unis à Washington D.C
Il représente la capitulation, le 17 octobre 1777, du lieutenant-général britannique John Burgoyne, à la suite de sa défaite à la seconde bataille de Saratoga. 
Sur l'œuvre, on peut également voir plusieurs leaders de l'Armée continentale américaine, accompagnés de forces de milices ayant pris part à la bataille, ainsi que le général hessois Friedrich Adolf Riedesel et deux officiers de l'Armée britannique : les généraux John Burgoyne et William Phillips.